# Yeonpotang
El yeonpotang es un tipo de guk (sopa coreana) que tiene un caldo claro hecho habitualmente con pulpo pequeño, tofu y verduras tales como el daikon y el repollo napa. Es una especialidad local de la provincia de Jeolla del Sur. 
El caldo de prepara cociendo kombu en agua. Tras la cocción, se retira el kombu y se añade un pulpo entero en el caldo. Cuando el pulpo está cocido, se retira de la olla y se corta en trozos listos para comerlo. El caldo se condimenta con sal, ajo picado, cebolleta en rodajas y aceite y semillas de sésamo, y se hierve junto con los trozos de pulpo.